# Californosaurus
Californosaurus perrini
Genre
Synonymes
- † Delphinosaurus Merriam 1905

Espèce
Synonymes
- † Shastasaurus perrini Merriam, 1902
- † Delphinosaurus perrini (Merriam, 1902)

Californosaurus est un genre fossile d'ichtyosaures, qui a vécu au cours du Trias supérieur en Californie, au Carnien, soit il y a entre ≃237 à ≃227,3 millions d'années. C'est un vrai ichtyosaure (Euichthyosauria), l'un des plus primitifs connus.

## Classification
Le genre Californosaurus est décrit en 1934 par le paléontologue allemand Oskar Kuhn (1908-1990),.
L'espèce Californosaurus perrini est décrite en 1902 par le paléontologue américain John Campbell Merriam (1869-1945) sous le protonyme Shastasaurus perrini. 

### Étymologie
Le genre Californosaurus, composé de Californo et du latin saurus, « lézard », doit son nom à l'État de Californie où ont été trouvés les restes fossilisés.
Son nom spécifique, perrini, lui a été donné en l'honneur de James Perrin Smith (d) (1864-1931), géologue américain de l'université Stanford, qui a transmis à l'auteur nombre de vertèbres et d'os en provenance du comté de Shasta.

### Synonymes
- † Shastasaurus perrini Merriam, 1902
- † Delphinosaurus perrini (Merriam, 1902)
- † Delphinosaurus Merriam 1905

Attention, le genre Shastasaurus est toujours reconnu et non synonymisé.

### Fossiles
Selon Paleobiology Database en 2023, deux collections de fossiles sont référencées, du Trias de la Californie (États-Unis), décrites en 1895 par John Campbell Merriam et en 1914 par Harold Child Bryant (d).

## Description

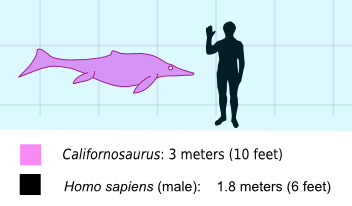
Comparaison de taille entre un Californosaurus et un humain.

La tête au long museau est petite en comparaison avec le reste du corps, comme chez les autres ichtyosaures primitifs tels que Mixosaurus et Cymbospondylus. La queue est fortement coudée vers le bas avec un petit aileron vertical vers le haut comme chez les ichtyosaures plus évolués. Il peut avoir eu un petit aileron dorsal. Il a un petit nombre de vertèbres pré-sacrées (45 ou 50). Les phalanges (os des doigts) sont circulaires et espacées, donnant une apparence de nageoire arrondie. Il mesurait trois mètres de long. Il se nourrissait de poissons et d'autres créatures marines de petite taille. Comme d'autres ichtyosaures, il ne s'est probablement jamais aventuré sur la terre ferme et mettait bas dans l'eau.

### Publication originale
- Espèce Californosaurus perrini
  - [1902] (en) John C. Merriam, « Triassic Ichthyopterygia from California and Nevada », Bulletin of the Department of Geology of the University of California, Berkeley, Inconnu, vol. 3, no 4,‎ 1902, p. 63-108 (OCLC 6255209, lire en ligne). .